# The Day I Became a God
The Day I Became a God (jap. 神様になった日 Kami-sama ni natta hi) – serial anime wyprodukowany przez studio P.A. Works, emitowany od października do grudnia 2020.

## Fabuła
Podczas przygotowań do nadchodzących egzaminów końcowych w ostatniej klasie liceum, Yōta Narukami spotyka tajemniczą młodą dziewczynę o imieniu Hina Sato, która twierdzi, że jest bogiem imieniem Odyn. Mówi Yōcie, że świat skończy się za 30 dni, ale on pozostaje sceptyczny pomimo jej licznych prawidłowych przewidywań. Historia skupia się na tym, jak Hina pomaga Yōcie, gdy ten pomaga ludziom w mieście, podczas gdy ona przystosowuje się do swojego nowego życia. Spędzając z nią więcej czasu, zaczyna odkrywać coraz więcej sekretów na temat jej życia i tego, jak stała się „bogiem”.

## Bohaterowie
- Hina Sato (jap. 佐藤 ひな Sato Hina)

Seiyū: Ayane Sakura 
- Yōta Narukami (jap. 成神 陽太 Narukami Yōta)

Seiyū: Natsuki Hanae 
- Kyōko Izanami (jap. 伊座並 杏子 Izanami Kyōko)

Seiyū: Yui Ishikawa 
- Ashura Kokuhō (jap. 国宝 阿修羅 Kokuhō Ashura)

Seiyū: Ryōhei Kimura 
- Sora Narukami (jap. 成神 空 Narukami Sora)

Seiyū: Yūki Kuwahara 
- Hiroto Suzuki (jap. 鈴木 央人 Suzuki Hiroto)

Seiyū: Chiharu Shigematsu 
- Hikari Jingūji (jap. 神宮司 ひかり Jingūji Hikari)

Seiyū: Haruka Terui 
- Kako Tengan (jap. 天願 賀子 Tengan Kako)

Seiyū: Yū Shimamura 
- Dyrektorka generalna (jap. CEO (シーイーオー) CEO (Shīīō))

Seiyū: Kikuko Inoue 
- Raita Oguma (jap. 尾熊 雷太 Oguma Raita)

Seiyū: Ken’ichirō Matsuda 
- Tokiko Narukami (jap. 成神 時子 Narukami Tokiko)

Seiyū: Ryōka Yuzuki 
- Daichi Narukami (jap. 成神 大地 Narukami Daichi)

Seiyū: Tarusuke Shingaki 

## Anime
Kami-sama ni natta hi to trzecia oryginalna seria anime stworzona przez Juna Maedę i Na-Ga, deweloperów Key, we współpracy z Aniplex i P.A. Works, po Angel Beats! (2010) i Charlotte (2015). 19 kwietnia 2019 producent P.A. Works, Mitsuhito Tsuji, wyraził chęć stworzenia nowego, oryginalnego anime we współpracy z Key i Maedą. 26 listopada 2019 Key ogłosiło na Twitterze, że pracuje nad ośmioma projektami z okazji 21. rocznicy istnienia, w tym nad projektem OVA Planetarian: Snow Globe, filmem anime Kud Wafter, grą wideo Maedy Heaven Burns Red, nienazwaną powieścią wizualną i czterema tajnymi projektami. 1 kwietnia 2020 konto na Twitterze związane z Angel Beats! i Charlotte zapowiedziało ujawnienie projektu na rok 2020.
10 maja 2020 Key, P.A. Works i Aniplex zorganizowały transmisję na żywo na platformie Niconico, podczas której oficjalnie ogłoszono projekt anime Kami-sama ni natta hi. Potwierdzono, że Jun Maeda będzie odpowiadał za oryginalny pomysł i scenariusz, a Na-Ga za projekty postaci, premierę z kolei zaplanowano na październik 2020. P.A. Works poinformowało na Twitterze, że projekt był w fazie rozwoju od dłuższego czasu, a nagrania głosowe zostały zrealizowane wcześniej. 25 maja na kanale Tokyo MX wyemitowano specjalny „program prologowy”, w którym ujawniono, że Ayane Sakura podłoży głos Hinie, oraz że reżyser Charlotte, Yoshiyuki Asai, zajmie się reżyserią. 25 lipca odbyła się kolejna transmisja na żywo, podczas której zaprezentowano pierwszy pełny film promocyjny i ogłoszono dodatkowych członków ekipy produkcyjnej oraz obsady. Manabu Nii został projektantem postaci, a za muzykę do serialu odpowiadają Manyo i Maeda. W trakcie transmisji zapowiedziano również drugi film promocyjny, który ukazał się we wrześniu 2020.
12-odcinkowy serial był emitowany od 11 października do 27 grudnia 2020 w Tokyo MX, BS11, GTV, GYT, ABC i Mētele oraz innych stacjach. Później wyświetlano go również na BBT, BSS, NCC, tvk i AT-X. Nagi Yanagi, we współpracy z Maedą, wykonała motyw otwierający „Kimi to iu shinwa” (jap. 君という神話), a także końcowy „Goodbye Seven Seas”.
Prawa do stremingu serii nabyło Funimation. Po przejęciu Crunchyroll przez Sony, seria została przeniesiona do tegoż serwisu.

## Manga
Na podstawie anime powstała manga zilustrowana przez Zen, która ukazała się w serwisach ComicWalker i Niconico Seiga od 14 listopada 2020 do 25 stycznia 2022. Wydawnictwo Kadokawa zebrało jej rozdziały 2 tankōbonach, wydanych 27 maja 2021 i 26 lutego 2022.
| Nr | Data wydania (język japoński) | ISBN (język japoński)  |
| -- | ----------------------------- | ---------------------- |
| 1  | 27 maja 2021                  | ISBN 978-4-04-913721-7 |
| 2  | 26 lutego 2022                | ISBN 978-4-04-914109-2 |